# Condrogènesi

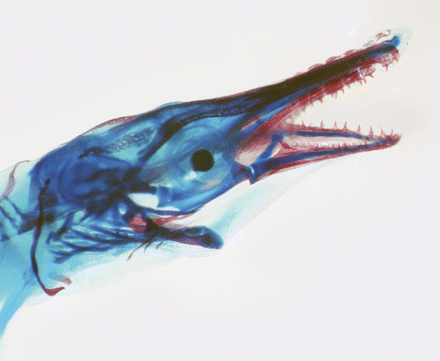
Una larva de gar tacada als 22 dies tenyida de cartílag (blau) i os (vermell)

La condrogenesi és el procés pel qual es desenvolupa el cartílag.

## Cartílag en el desenvolupament fetal
En embriogènesi, el sistema esquelètic es deriva de la capa germinal del mesoderma. La condrificació (també coneguda com condrogènesi) és el procés mitjançant el qual es forma el cartílag a partir del teixit condensat del mesenquima que es diferencia en condròcits i comença a secretar les molècules que formen la matriu extracel·lular.
Al començament del desenvolupament fetal, la major part de l'esquelet és cartilaginosa. Aquest cartílag temporal es va substituint gradualment per os (ossificació endocondral), un procés que finalitza a la pubertat. En canvi, el cartílag de les articulacions roman sense ossificar durant tota la vida i, per tant, és permanent . 

## Mineralització
El cartílag articular hialí adult es mineralitza progressivament a la unió entre el cartílag i l'os. Després s'anomena cartílag calcificat articular. Un front de mineralització avança a través de la base del cartílag articular hialí a un ritme dependent de la càrrega del cartílag i de la tensió de tall. Les variacions intermitents en la velocitat d'avanç i la densitat de deposició de minerals del front mineralitzant condueixen a múltiples “marques” al cartílag calcificat articular.
Articular adult cartílag calcificat és penetrat per brots vasculars, i nou os produeix en l'espai vascular en un procés similar a l'ossificació endocondral a la fisis. Una línia de ciment delimita el cartílag calcificat articular dels ossos subcondrals.  

## Reparació
Un cop danyat, el cartílag té capacitats de reparació limitades. Com que els condròcits estan units a les llacunes, no poden migrar cap a zones danyades. A més, com que el cartílag hialí no subministra sang, la deposició de la nova matriu és lenta. El cartílag hialí danyat se sol substituir per teixit cicatricial de fibrocartílag. Durant els darrers anys, cirurgians i científics han elaborat una sèrie de procediments de reparació del cartílag que ajuden a posposar la necessitat de la substitució de les articulacions. 
En un assaig de 1994, els metges suecs van reparar les articulacions del genoll danyades mitjançant la implantació de cèl·lules cultivades a partir del propi cartílag del pacient. El 1999 els químics nord-americans van crear un cartílag líquid artificial per utilitzar-lo en la reparació de teixits esquinçats. El cartílag s'injecta en una ferida o en una articulació danyada i s'endureix amb l'exposició a la llum ultraviolada.

## Cartílag sintètic
Els investigadors diuen que les seves capes lubricants de "raspalls moleculars" poden superar la naturalesa sota les pressions més altes que es troben a les articulacions, amb implicacions potencialment importants per a la cirurgia de reemplaçament articular. Cada filament de raspall de 60 nanòmetres de longitud té una columna vertebral de polímer de la qual sobresurten petits grups moleculars. Aquests grups sintètics són molt similars als lípids que es troben a les membranes cel·lulars.
"En un entorn aquós, cadascun d'aquests grups moleculars atrau fins a 25 molècules d'aigua a través de forces electroestàtiques, de manera que el filament en el seu conjunt desenvolupa una funda aquosa llisa. Aquestes fundes garanteixen que els raspalls es lubriquin mentre es freguen els uns contra els altres, fins i tot quan es pressionen fermament per imitar les pressions de les articulacions òssies. "
Coneguts com a hidrogels de doble xarxa, la increïble força d'aquests nous materials va ser una feliç sorpresa quan els investigadors de Hokkaido el van descobrir el 2003. La majoria dels hidrogels preparats convencionalment (materials que contenen un 80 a 90 per cent d'aigua que es mantenen en una xarxa de polímers) es trenquen fàcilment com una gelatina. L'equip japonès va descobrir serendipitosament que l'addició d'un segon polímer al gel els feia tan durs que rivalitzaven amb el cartílag, un teixit que pot suportar l'abús de centenars de lliures de pressió.

## Nivell molecular
Les proteïnes morfogenètiques òssies són factors de creixement alliberats durant el desenvolupament embrionari per induir la condensació i la determinació de les cèl·lules, durant la condrogenesi. Noggin, una proteïna del desenvolupament, inhibeix la condrogènesi evitant la condensació i la diferenciació de les cèl·lules mesenquimàtiques.
La molecula Sonic Hedgehog (Shh) modifica l'activació del L-Sox5, Sox6, Sox9 i Nkx3.2. Sox9 i Nkx3.2 s'indueixen mútuament en un bucle de retroalimentació positiva on Nkx3.2 inactiva un inhibidor de Sox9. Aquest bucle és compatible amb l'expressió BMP. L'expressió de Sox9 indueix l'expressió de BMP, que fa que els condròcits proliferin i es diferenciïn.
L-Sox5 i Sox6 comparteixen aquest paper comú amb Sox9. Es creu que L-Sox5 i Sox6 indueixen l'activació dels gens Col2a1 i Col11a2 i reprimeixen l'expressió de Cbfa1, un marcador per als condròcits de la fase final. Es creu que L-Sox5 participa principalment en la condrogènesi embrionària, mentre que Sox6 està implicat en la condrogenesi post-natal.
La molècula eriçó indi (Ihh) s'expressa mitjançant condròcits prehipertròfics. Ihh estimula la proliferació de condròcits i regula la maduració dels condròcits mantenint l'expressió de PTHrP. El PTHrP actua com una molècula de patró, determinant la posició en què els condròcits inicien la diferenciació.

## Sulfatació
El SLC26A2 és un transportador de sulfat. Els defectes donen lloc a diverses formes d'osteocondrodisplàsia.